# Horconcitos
Horconcitos es un corregimiento y ciudad cabecera del distrito de San Lorenzo en la provincia de Chiriquí, República de Panamá. El 8 de diciembre, día patronal en honor a la Inmaculada Concepción, se celebra con una misa solemne y una procesión que expresan la devoción de la comunidad. Por la tarde, una gran cabalgata llena de color y tradición engalana la festividad, mientras que por la noche, actividades bailables culminan la jornada con alegría y fervor cultural.

## Historia
En 1842, fue nombrado Alcalde el sr. Mateo Tejeira, en su cargo se forma un pleito que se agravó, y el alcalde no actuaba; fue tan serio que llegó hasta la Gobernación en David. El asistente del gobernador le mandaba citas y telegramas al alcalde Tejeira, sobre asuntos políticos e independentistas de Panamá, pero el asistente no obtenía respuesta alguna. Dicho enigma, se dirigen desde la Ciudad de David hasta Horconcito. Cuando llegó, el Alcalde le dijo que él no sabía leer ni escribir, por lo cual no mandaba respuestas de las cartas, y todas las tanía guardadas en un coco de calabazo que tenía colgado en un "horconcito" en su casa. 
Esta situación fue tan importante que surgió la necesidad de construir escuelas y contratar maestros, ya que el pueblo estaba creciendo y la tasa de analfabetismo era muy alta.
En 1845, este caso fue al Consejo Municipal para elegir el nombre del pueblo, si se le pondría "Horconcito" y lo apodarían "El Coco". Eligieron este nombre para no olvidar aquel suceso.

### Época de Separación
Horconcitos fue la primera comunidad de la Provincia de Chiriquí en reconocer la Gesta Separatista de Panamá de Colombia. El 4 de noviembre de 1903, el alcalde de Horconcitos, Wenceslao Álvarez comunicó con alborozo a la población de su comunidad los sucesos separatistas ocurridos en Panamá. La noche de ese día se proclamó la independencia y le tocó así a los “coqueños” ser los primeros chiricanos en declararse a favor de la emancipación panameña de Colombia.

## Festividades
La patrona de esta comunidad es la Inmaculada Concepción, y su festividad es el 8 de diciembre, celebración que cae religiosamente con el Día de las Madres. Este es el día más importante de Horconcito. Se realiza en la mañana la misa patronal, en la tarde la cabalgata del "8 de diciembre", una de las más famosas y concurridas de la Provincia de Chiriquí, y luego termina con actividades bailables nocturnas.
Es un pueblo con muchas costumbres autóctonas. Los Carnavales de Horconcito es otra de las fiestas mayor concurridas en este pueblo, donde involucra la presentación de Reinas, corridas de toro, culecos, discotecas y tunas. También se realizan torneos de futbol, baloncesto y voleibol. 